# Marin Dacos
Marin Dacos est un historien et informaticien français, ingénieur de recherche au CNRS. Il est né le 8 août 1971 à Carpentras,. Ses travaux portent sur l'histoire de la photographie, la sociologie des innovations et l’édition électronique. Il est directeur du Centre pour l'édition électronique ouverte et l’un des promoteurs des humanités numériques du libre accès en France. Le 2 mai 2017, il est nommé membre du comité de suivi de l'édition scientifique. Quelques mois plus tard, il devient conseiller scientifique pour la science ouverte auprès d'Alain Beretz, directeur général de la recherche et de l'innovation au Ministère de l’enseignement supérieur, de la recherche et de l’innovation,.

## Biographie
Son père était un graveur belge, connu sous le nom de Dacos et sa mère, professeur de mathématiques, avait créé une petite école dans un quartier pauvre de Liège avec l’association ATD-Quart monde. 
Marin Dacos a obtenu sa maîtrise d'histoire à l'université d'Avignon. Il a ensuite préparé le CAPES et l'Agrégation à l'université Paris 1, Sorbonne et les a obtenus respectivement en 1995 et en 1996. En 1998, il a soutenu un DEA d'histoire à l’université de Lyon II. 
De 1999 à 2002, il a travaillé comme professeur agrégé à l'université d'Avignon, puis à l'EHESS de 2004 à 2007. Il est ensuite devenu ingénieur de recherche au CNRS. Il poursuit actuellement des activités d’enseignement à l’EHESS Marseille et à l’université d’Aix-Marseille. 
Il est le fondateur du portail Revues.org en 1999, et à ce titre « fait figure de précurseur » de l'accès libre en France. Il raconte au magazine Sciences Humaines comment il a débuté ce projet : « J’ai acheté le nom de domaine Revues.org avec mes sous d’étudiant – dans mes souvenirs, c’était 700 francs par an. » Il invite d’autres revues à le rejoindre et, en 2007, le CNRS décide de le recruter et lui donne les rênes d’une structure à Marseille, le Centre pour l’édition électronique ouverte (le Cléo). En 2016, ce portail héberge plus de 400 revues en sciences humaines et sociales, a été complété par trois autres portails au sein de la plateforme OpenEdition : Calenda, Hypotheses et OpenEdition Books, et est devenu OpenEdition Journals en 2017. Marin Dacos a co-créé le logiciel libre Lodel qui supporte ces quatre portails. 
En tant que directeur du Cléo, Marin Dacos continue à développer le projet OpenEdition. En 2012, ce projet a obtenu le label d'équipement d'excellence qui lui a apporté un soutien financier avec un budget de 7 millions d'euros : « le label et le budget ainsi obtenus vont lui permettre de se lancer dans la construction d'une véritable bibliothèque électronique internationale en libre accès, consacrée aux sciences humaines et sociales. » En 2016, OpenEdition est devenu une infrastructure nationale de recherche.
Marin Dacos s'est aussi impliqué dans les projets Bibliothèque scientifique numérique et Dariah. En 2010, il a fait partie des initiateurs du « Manifeste des digital humanities » et est considéré comme « l'un des hérauts des humanités numériques ». Il a remis un rapport sur la question en juin 2014, à Beyrouth. Dans le cadre de la valorisation des nouvelles modalités d'accès aux ressources et aux connaissances, il milite aussi pour le mode ouvert et la diversité des acteurs du web face au « modèle fermé » que souhaitent imposer certaines entreprises comme Apple.
Marin Dacos a collaboré au 63e numéro de l'émission DataGueule. Il y présente l'histoire de l'édition scientifique et celle du libre accès à travers l'exemple du développement du portail OpenEdition.

## Prix et distinctions
Pour son activité dans le champ des humanités numériques et son travail en faveur de l'accès ouvert, Marin Dacos a reçu le Cristal du CNRS en 2010, et la Médaille de l'innovation du CNRS en 2016.

## Publications sélectives

### Ouvrages et rapports
- Marin Dacos et Pierre Mounier, Humanités numériques : État des lieux et positionnement de la recherche française dans le contexte international, Institut français, 2014 (lire en ligne [PDF])
- Marin Dacos et Pierre Mounier, L'édition électronique, La découverte, 2010
- Marin Dacos (éditeur scientifique), Read / write book : le livre inscriptible, OpenEdition Press, 2009 (lire en ligne)

### Articles
- Marin Dacos, « Vers des médias numériques en sciences humaines et sociales : une contribution à l’épanouissement de la place des sciences humaines et sociales dans les sociétés contemporaines », Tracés, no hors-série,‎ 2012, p. 205-223 (DOI 10.4000/traces.5534, lire en ligne)
- Marin Dacos et Pierre Mounier, « Édition électronique », Communications, no 88,‎ 2011, p. 47-55 (lire en ligne)
- Gaëlle Krikorian, Ghislaine Chartron, Marin Dacos et al., « Accès au savoir et économie de la création : les tensions en jeu », Documentaliste, vol. 48, no 3,‎ novembre 2011, p. 36-47 (ISSN 0012-4508)
- Marin Dacos et Pierre Mounier, « Technologies numériques et société (1968-2007) », Annuaire de l'EHESS. Comptes rendus des cours de conférences,‎ janvier 2008, p. 166-167 (lire en ligne)
- Marin Dacos, « Le regard oblique », études photographiques, no 11,‎ mai 2002, p. 44-67 (lire en ligne)
- Marin Dacos, « Les lendemains électroniques de l’édition historique. Pour un nouveau modèle économique de publication périodique », Revue d'histoire du XIXe siècle, Société d’histoire de la révolution de 1848 et des révolutions du XIXe siècle, nos 20/21,‎ juin 2000 (DOI 10.4000/rh19.218, lire en ligne)